# Homoneura platyphallica
Homoneura platyphallica är en tvåvingeart som beskrevs av Kim 1994. Homoneura platyphallica ingår i släktet Homoneura och familjen lövflugor. Inga underarter finns listade i Catalogue of Life.